# Anomoporia dumontii
Anomoporia dumontii är en svampart som beskrevs av Hjortstam & Ryvarden 1987. Anomoporia dumontii ingår i släktet Anomoporia och familjen Fomitopsidaceae.   Inga underarter finns listade i Catalogue of Life.